# 第28回ヴェネツィア国際映画祭
第28回ヴェネツィア国際映画祭は、1967年8月26日から9月8日にかけて開催された。

## 上映作品

### コンペティション部門
| 日本語題       | 原題                         | 監督                                            | 製作国           |
| -------------- | ---------------------------- | ----------------------------------------------- | ---------------- |
| 中国は近い     | La Cina è vicina             | マルコ・ベロッキオ                              | イタリア         |
|                | Col cuore in gola            | ティント・ブラス                                | イタリア         |
| 昼顔           | Belle de jour                | ルイス・ブニュエル                              | フランス         |
|                | O Salto                      | クリスチャン・ド・シャロンジェ                  | フランス         |
|                | Our Mother's House           | ジャック・クレイトン                            | イギリス         |
|                | Jutro                        | ムラドミール・ジョルジェビッチ                  | ユーゴスラビア   |
|                | Desert People                | イアン・ダンロップ                              | オーストラリア   |
|                | Utószezon                    | ゾルタン・ファーブリ                            | ハンガリー       |
| 中国女         | La chinoise                  | ジャン＝リュック・ゴダール                      | フランス         |
|                | Dutchman                     | アンソニー・ハーヴェイ                          | イギリス         |
|                | Noc nevesty                  | カレル・カヒーニャ                              | チェコスロバキア |
|                | Il padre di famiglia         | ナンニ・ロイ                                    | イタリア         |
|                | Otklonenie                   | グリシャ・オストロフスキー トドール・ストヤノフ | ブルガリア       |
|                | Oi voskoi                    | ニコ・パパタキス                                | ギリシャ         |
| アポロンの地獄 | Edipo re                     | ピエル・パオロ・パゾリーニ                      | イタリア         |
|                | Mahlzeiten                   | エドガー・ライツ                                | 西ドイツ         |
|                | Egy szerelem három éjszakája | ジェルジュ・レヴェース                          | ハンガリー       |
| 危険分子たち   | I sovversivi                 | パオロ・タヴィアーニ ヴィットリオ・タヴィアーニ | イタリア         |
| 異邦人         | Lo Straniero                 | ルキノ・ヴィスコンティ                          | イタリア         |

## 審査員
- アルベルト・モラヴィア （ イタリア/作家） 審査員長
- カルロス・フエンテス （ メキシコ/作家）
- フアン・ゴイティソーロ （ スペイン/作家）
- エルウィン・ライザー （ 西ドイツ/映画監督）
- ヴィオレッテ・モラン （ フランス/社会学者・哲学者）
- スーザン・ソンタグ （ アメリカ合衆国/作家・批評家）
- ロスチスラフ・ユレネフ （ ソビエト連邦/映画批評家）

## 受賞結果
- 金獅子賞：『昼顔』（ルイス・ブニュエル）
- サンマルコ銀獅子賞 : 『ジャングル大帝(1966年の映画)』 (手塚治虫)
- 審査員特別賞：『中国女』（ジャン＝リュック・ゴダール）、『中国は近い』（マルコ・ベロッキオ）
- 男優賞：リュピサ・サマンジック （『Jutro』）
- 女優賞：シャーリー・ナイト （『Dutchman』）
- 新人賞：『Mahlzeiten』 （エドガー・ライツ）
- サン・ジョルジョ賞：『Utószezon』（ゾルタン・ファーブリ）